# Edith How-Martyn
Pour les articles homonymes, voir How.
Edith How-Martyn, née How (1875-1954), est une suffragette britannique, membre de l'Union sociale et politique des femmes (WSPU). Elle fut arrêtée en 1906 pour avoir tenté de faire un discours à la Chambre des Communes. C'était l'un des premiers actes militants des suffragettes. 

## Biographie
Edith How est née à Londres en 1875. Elle est élève de la North London Collegiate School, puis s'inscrit à l'université d'Aberystwyth, où elle fait des études de physique et de mathématiques. Elle épouse Herbert Martyn en 1899, et obtient son diplôme universitaire l'année suivante. Pendant sa jeunesse, elle a des opinions politiques radicales et est membre du Independent Labour Party avant de devenir l'une des premiers membres de la Women's Social and Political Union (WSPU) en 1905. Elle est nommée co-secrétaire de la WSPU avec Charlotte Despard en 1906 et en octobre de la même année, elle est arrêtée dans le hall de la Chambre des communes et condamné à une peine de deux mois de prison.
Cependant, la direction que prend la WSPU sous la direction des Pankhurst est un sujet de préoccupation pour elle, ainsi que pour d'autres membres. En 1907, en collaboration avec Charlotte Despard et d'autres, elle quitte l'organisation pour former le Women's Freedom League (WFL). Ce mouvement délaisse les méthodes violentes du groupe en faveur d'actes illégaux non violents pour transmettre leur message. Elle était secrétaire honoraire de ce nouveau groupe de 1907 à 1911, quand elle est devenue chef de la section politique et militante. Cependant, elle a démissionné en avril 1912, déçue par les progrès de la NFL après la défaite de la Conciliation Bill.
L'acte politique suivant de How-Martyn a été de se présenter comme candidate indépendante à Hendon pendant les élections générales de 1918, une tentative dans laquelle elle a échoué. Elle a occupé un poste dans la fonction publique pour la première fois en 1919, quand elle est devenue membre du Conseil du comté de Middlesex, un poste qu'elle a occupé jusqu'en 1922. Dès lors, ses intérêts ont été principalement orientés sur la question du contrôle des naissances. Elle a rencontré le chef de la planification de la famille américaine Margaret Sanger en 1915 et a été impressionnée par ses idées, elle a organisé la Conférence sur la population mondiale de 1927 à Genève avec Sanger et est devenu directrice honoraire du Birth Control International Information Centre de Londres en 1930.
Entre novembre 1934 et mars 1935 How-Martyn a voyagé à travers l'Inde faisant campagne en faveur du contrôle des naissances, elle est accompagnée par Sanger lors de son voyage en Asie l'année suivante. How-Martyn est retourné plusieurs fois sur ce continent les années suivantes pour poursuivre le travail qu'elle avait commencé.
Cependant, sa dernière campagne pour le suffrage des femmes n'a pas été oublié : elle crée en 1926 la Suffragette Fellowship qui a commencé le processus de documentation du mouvement. 
Elle s'installe au début de la Seconde Guerre mondiale en Australie avec son mari, et poursuit son activité en créant une filiale de la Suffragette Fellowship. Norman Haire, qui était revenu en Australie, a informé Margaret Sanger qu'How-Martyn espérait unir ses forces avec lui pour faire quelque chose concernant le contrôle des naissances malgré la guerre. Haire a écrit de nouveau à Sanger le 9 septembre 1948, lui demandant d'envoyer de l'argent pour soutenir How-Martyn qui était âgée, malade et pauvre. 
Elle meurt en 1954 d'un accident vasculaire cérébral dans une maison de retraite australienne.